# Pericallia dora
Pericallia dora är en fjärilsart som beskrevs av Semper 1899. Pericallia dora ingår i släktet Pericallia och familjen björnspinnare. Inga underarter finns listade i Catalogue of Life.